# 강동경희대학교병원
강동경희대학교병원(江東慶熙大學校病院, Kyung Hee University Hospital at Gangdong)은 서울특별시 강동구 상일동에 위치한다. 경희대학교 의과대학, 치과대학, 한의과대학 부속 종합병원이다.

## 연혁
- 2006년 6월 12일 동서신의학병원이 개원.
- 2010년 7월 1일 경희의료원과 동서신의학병원을 경희대학교 의료원으로 개편하고, 경희대학교병원과 강동경희대학교병원으로 개칭하였다.[1]

## 같이 보기
- 경희대학교
- 경희대학교 의료원